# Therese Torgersson
Therese Torgersson (1976) é uma velejadora sueca.

## Carreira
Therese Torgersson representou seu país nos Jogos Olímpicos de 2000, 2004 e 2008 na qual conquistou uma medalha de bronze na classe 470. 